# 賽馬會「生命·歷情」體驗館
賽馬會「生命·歷情」體驗館（英文：Jockey Club Life Journey Centre），是香港一所以生命歷程為主題的體驗館，讓參加者透過互動電腦遊戲及設計，經歷模擬的人生旅途，引發思索何謂「年青」、何謂「年老」。
體驗館於2013年9月啟用，地點位於何文田愛民廣場，是全亞洲首創的體驗館。體驗館提供一個60分鐘的旅程，共設有四個區域，包括人生起步點、成長的抉擇、時光隧道及安息地。旅程結束後有解說環節，通過感受分享和小組討論，讓參加者可以反思生命的價值和意義。
體驗館現在已結束營業。

## 成立背景
有見本港年青一代對「敬老」的意識日漸薄弱，長者安居協會於2013年9月成立賽馬會「生命．歷情」體驗館，其目的是透過以生命歷程為主題的體驗館，經歷模擬的人生旅途，從而引發參加者思索何謂「年青」、何謂「年老」，他們的人生經驗、生活智慧，絕對值得尊重。

## 外部連結
- 賽馬會「生命．歷情」體驗館
- 賽馬會「生命．歷情」體驗館 facebook專頁 （页面存档备份，存于）